# Туризм у межах країни
Туризм у межах країни — це сукупність внутрішнього та іноземного (в'їзного) туризму. В цьому виді туризму використовуються наявні рекреаційні ресурси та матеріально-технічна база країни і, зокрема, особливості, звичаї та традиції того чи іншого народу.

## Джерело
- Сучасні різновиди туризму: навч. посіб. / М. П. Кляп, Ф. Ф. Шандор. — К. : Знання, 2011. — 334 с. — (Вища освіта XXI століття).

Рекомендовано Міністерством освіти і науки, молоді та спорту України (лист №N 1/11-4223 від 26.05.11)
Рекомендовано до друку Вченою радою Ужгородського національного університету (протокол № 2 від 25.02. 2010)
ISBN 978-966-346-854-9 (серія)
ISBN 978-966-346-730-6